# Distrito rural de Bahmanshir-e Shomali
O distrito rural de Bahmanshir-e Shomali (em persa: دهستان بهمنشيرشمالي) se localiza no condado de Abadan, da província de Khuzistão, no Irã. No censo de 2006, sua população era de 4 017 habitantes, em 695 famílias. O distrito rural possui cinco aldeias.